# Светодмитарски доходак
Светодмитарски доходак или Српски доходак био је годишњи данак који је Дубровачка република од 14. вијека до 1463. године сваке године исплаћивала српским владарима, а касније босанским, како би имала право слободне трговине у њиховим земљама.

## Историја
Дубровник је почео плаћати порез у размјери од 2000 перпера годишње српском краљу Стефану Урошу I. Дубровачки писани извори извјештавају о уплати краљу Стефану Првовјенчаном и његовом сину, краљу Стефану Владиславу (који је добијао 1000 перпера); то је могао да буде годишњи данак или поклон или уплата за слободну трговину. Током владавине краља Стефана Драгутина за годишњу исплата је названа Светодмитарски доходак, јер је рок плаћања био Дмитровдан.
Након закључења Задарског мира у Венецији 1358. године угарски краљ Лајош I као заштитник Дубровника тражио је да се њему иплате Светодмитрарски доходак и још два пореза за Стонски Рат. Уз дозволу српског цара Стефана Душана Светодмитарски доходан је понекад исплаћиван владарима Требиња, Конавла и Драчевице. За вријеме постојања Српског царства, доходак се исплаћивао и хумском феудалцу Војиславу Војиновићу. Послије његове смрти Никола Алтомановић је тражио да се њему исплаћује порез, који је 1372. године закључио мир са Дубровачком републиком и од ње добијао 2000 перпера. Након подјеле територије којом је владао Никола Алтомановић, династије Балшић која је владала Зетом је стекла право на примање Светодмитарског доходка. Ширењем босанске државе у другој половини 14. вијека, доходак је примао краљ Твртко I. Дубровник је босанским краљевима уплаћивао доход све до османског освајање Босне 1463. године.
Данак од 2500 перпера се помиње у пратећим повељама босанских краљева Стефана Остоје, Стефана Остојића, Стефана Твртка II, Стефана Томашевића. У повељи краља Твртка од 10. априла 1378. године пише:
| „ | …да даю кралѥвьствѵми доходькь срьбьски по законѵ кои сѵ давали господє срьбьскои. такожє да даю кралѥвьствѵми ѡ всакомь приходещемь Дмитровє днєвє… | ” |